# Clash of the Champions XXXIII
Clash of the Champions XXXIII fu la trentatreesima edizione dell'omonimo evento in pay-per-view; si svolse il 15 agosto 1996 presso il Denver Coliseum di Denver, Colorado.

## Evento
Ric Flair era il WCW United States Heavyweight Champion in carica all'epoca, rendendo il suo match del main event con Hogan un "champion vs. champion", tuttavia il suo titolo non era in palio nell'incontro.

## Risultati
| N. | Risultati | Stipulazione                                               | Durata |
| -- | --- | ---------------------------------------------------------- | ------ |
| 1  | Rey Misterio Jr. (c) sconfisse Dean Malenko | Single match                                               | 12:07  |
| 2  | V.K. Wallstreet sconfisse Jim Duggan | Single match                                               | 03:48  |
| 3  | Konnan sconfisse Ultimate Dragon (con Sonny Onoo) | Single match                                               | 02:57  |
| 4  | Madusa sconfisse Bull Nakano (con Sonny Onoo) | Single match                                               | 02:42  |
| 5  | Eddie Guerrero sconfisse Diamond Dallas Page | Single match                                               | 04:20  |
| 6  | The Giant (con Jimmy Hart) sconfisse Chris Benoit (con Woman & Miss Elizabeth)                                                                                     | Single match                                               | 00:23  |
| 7  | Harlem Heat (Booker T & Stevie Ray) (c) (con Sister Sherri & Col. Robert Parker) vs. The Steiner Brothers (Rick & Scott) e Sting & Lex Luger terminò in no contest | Triple threat match per il WCW World Tag Team Championship | 13:22  |
| 8  | Ric Flair (con Woman e Miss Elizabeth) sconfisse Hollywood Hogan (c) per squalifica                                                                                | Single match per il WCW World Heavyweight Championship     | 08:23  |